# Erdem Gül

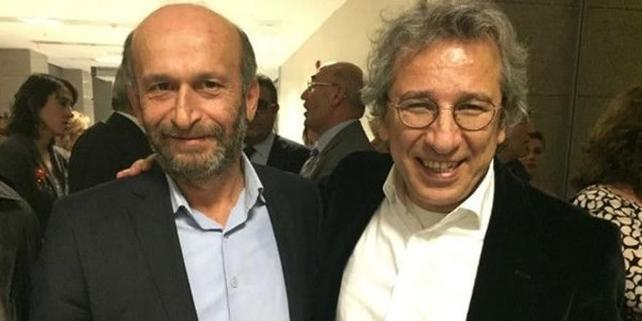
Erdem Gül und Can Dündar 2016

Erdem Gül (* 1967 in Giresun) ist ein Journalist und Politiker aus der Türkei. Er war Hauptangeklagter im Cumhuriyet-Prozess.

## Leben
Gül studierte an der Gazi-Universität Journalismus und begann 1992 seine berufliche Laufbahn bei der türkischen Nachrichtenagentur Anka. Seit 2010 war er Parlamentsreporter der Zeitung Cumhuriyet und seit 2013 Hauptstadtbüroleiter in Ankara. Gül ist verheiratet und Vater zweier Kinder. 2016 wurde er, zusammen mit Can Dündar, mit dem Hermann-Kesten-Preis ausgezeichnet.

## Cumhuriyet-Prozess
Gül und Can Dündar, der Chefredakteur der türkischen Tageszeitung Cumhuriyet, hatten im Frühling 2015 einen gemeinsam verfassten Bericht mit Fotos von angeblichen Waffenlieferungen der Türkei an Extremisten in Syrien im Jahr 2014 veröffentlicht. Im November 2015 wurden Gül und Dündar festgenommen. Ihnen wurde Spionage, Preisgabe von Staatsgeheimnissen, die Vorbereitung eines Staatsstreichs und die Beihilfe zur Bildung einer terroristischen Vereinigung vorgeworfen. Recep Tayyip Erdoğan und der türkische Nachrichtendienst waren Nebenkläger. Ende Februar 2016 ordnete das Verfassungsgericht das Ende der Untersuchungshaft an. In der Begründung erklärte das Gericht, die persönliche Freiheit und Sicherheit der Journalisten sowie die Pressefreiheit seien verletzt worden.
Präsident Erdoğan reagierte auf die Entscheidung des türkischen Verfassungsgerichts, indem er sagte, er würde den Richterspruch weder anerkennen noch befolgen.
Im Mai 2016 befand ein Gericht Gül und Dündar für schuldig, geheime Dokumente veröffentlicht zu haben und am 6. Mai 2016 wurden beide verurteilt. Gül erhielt fünf Jahre Haft. Das Urteil ist noch nicht rechtskräftig. Am 16. Juli 2018 wurde Gül schließlich freigesprochen, Dündar jedoch nicht.

## Politik
Gül trat bei den Kommunalwahlen 2019 als CHP-Kandidat für das Amt des Bürgermeisters von Adalar an und gewann mit knapp 44 %.

## Auszeichnungen
Am 10. April 2016 erhielt er gemeinsam mit Can Dündar den Metin-Göktepe-Journalismuspreis. Am 7. Oktober 2016 erhielt Gül gemeinsam mit Can Dündar den Leipziger Preis für die Freiheit und Zukunft der Medien.